# إتش إل ناجي جودا
إتش إل ناجي جودا (بالإنجليزية: H. L. Nage Gowda)‏‏ (11 فبراير 1915 - 22 سبتمبر 2005) كاتب من الهند.